# Харлем

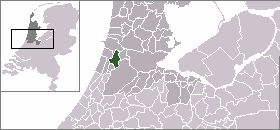
Расположение общины Харлем на карте Нидерландов

Ха́рлем (нидерл. Haarlem, МФА: [ˈɦaːrlɛm]; ранее в русских текстах часто транслитерировался как Га́рлем или Га́арлем) — город и община на западе Нидерландов, столица провинции Северная Голландия и часть конурбации Рандстад.
Порт на реке Спарне, расположен примерно в двадцати километрах западнее Амстердама недалеко от прибрежных дюн.
Население 156 тыс. человек (2014).

## География
Площадь территории 32 км² (из них 2,6 км² приходится на воду).

## История

### Средневековье
Первое упоминание о Харлеме относится к X веку. Его название происходит от слов Haaro-heim или Harulahem, что означает «высокое место на песке, покрытом деревьями». Сначала это было небольшое поселение, но благодаря удачному расположению — недалеко от реки Спарны и большого пути, связывающего север и юг — в XII веке посёлок превратился в укреплённый город, который Голландские графы в XII веке сделали своей резиденцией. Первые фортификационные укрепления до нашего времени почти не сохранились.
В начале XIII века в ходе 5-го крестового похода рыцари Харлема приняли участие в захвате египетского порта Думьят, за что в 1219 году были отмечены графом Вильгельмом I, и Харлем получил право изображать на своём гербе графский меч и крест. 23 ноября 1245 года граф Вильгельм II пожаловал Харлему статус города, что означало получение ряда привилегий. Среди них было и право самостоятельного правосудия, заменившего Графский суд, что позволило ускорить вершение судебных дел и способствовало развитию растущего города.
После осады Харлема жителями окрестных земель около 1270 года вокруг города была построена защитная стена, которая, скорее всего, представляла собой земляной вал с деревянными воротами. В конце XIV века вместо этой не очень надёжной защиты, не отвечавшей нуждам разрастающегося города, вокруг города была воздвигнута стена высотой в 16,5 метров и вырыт канал 15-метровой ширины.

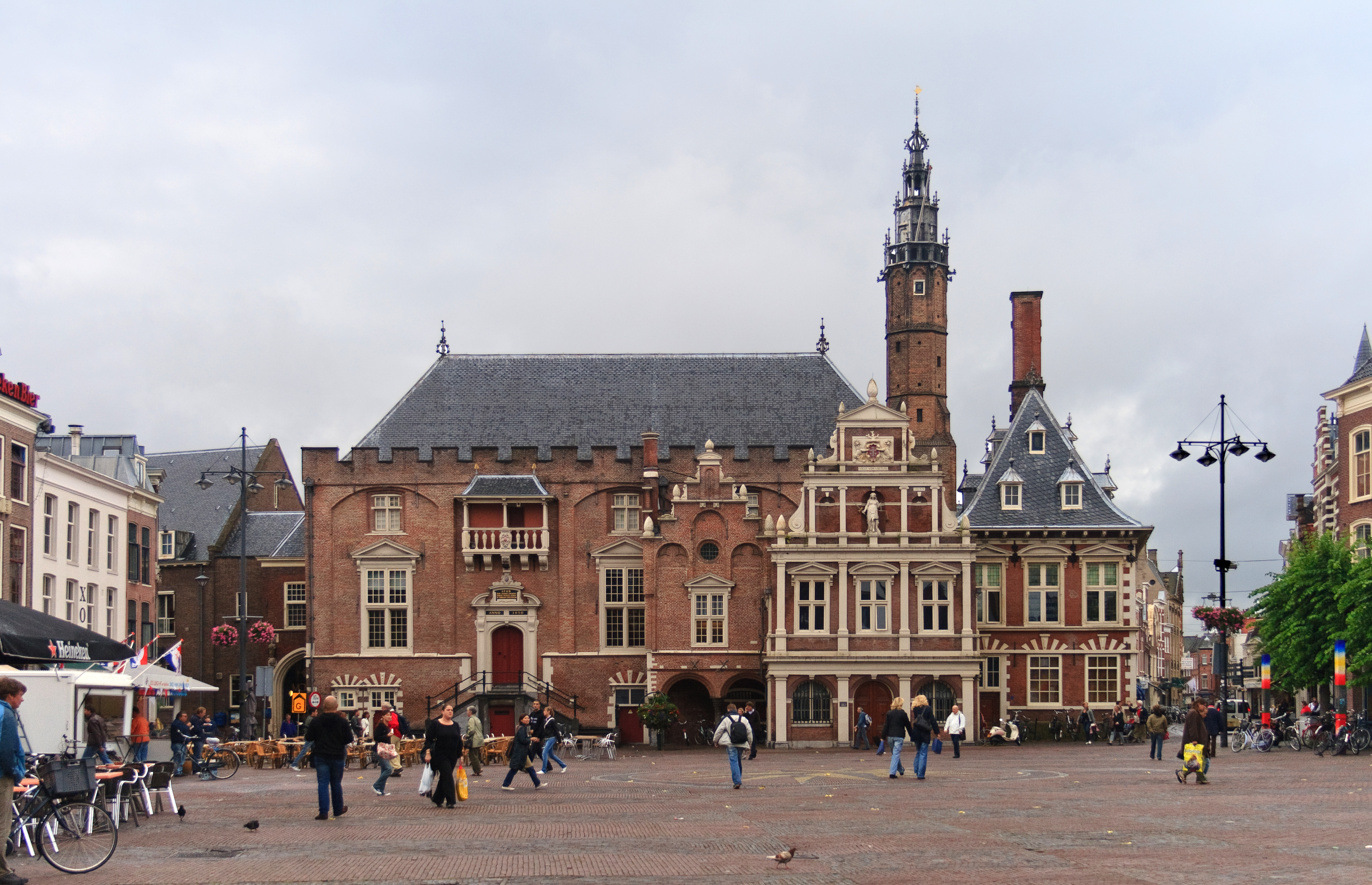
Ратуша Харлема на площади Гроте-Маркт. Выстроена в XIV веке на месте сгоревшего графского дворца

В 1304 году Витте ван Хемстеде разбил угрожавших Харлему фламандцев у Manpad'а.
В то время все городские постройки были деревянными, и огонь представлял для города огромную опасность. Так, в 1328 году город был практически сожжён дотла. Была сильно повреждена церковь Св. Бавона, на восстановление которой потребовалось более 150 лет. 12 июня 1347 года случился очередной сильный пожар. Третий большой пожар произошёл в 1351 году, разрушив среди прочих зданий графский дворец и здание ратуши. Поскольку к тому времени дворец в Харлеме графам был уже не нужен (его функции взял на себя замок Риддерзаал в Гааге), земля, на которой он стоял, была подарена городу, и позднее на этом месте было воздвигнуто новое здание городской ратуши.
В 1381 году эпидемия чумы унесла жизни 5000 человек, почти половины населения города этого времени.
В XIV веке Харлем был крупным городом. Он был вторым по величине в Голландии после Дордрехта, превосходя Делфт, Лейден, Амстердам, Гауду и Роттердам. В 1429 году город получил право сбора пошлины, в том числе и с кораблей, проходящих мимо города по реке Спарне. В конце Средневековья Харлем был процветающим городом с крупным текстильным производством, верфями и пивоваренными заводами.
Около 1428 года город был окружен армией Жаклины, графини Эно. Харлем воевал на стороне трески в Войне Крючков и Трески и, таким образом, против Якобы Баварской. В ходе этой осады был сожжен лес Харлеммерхаут, старейший парк в Нидерландах.

### Испанская осада

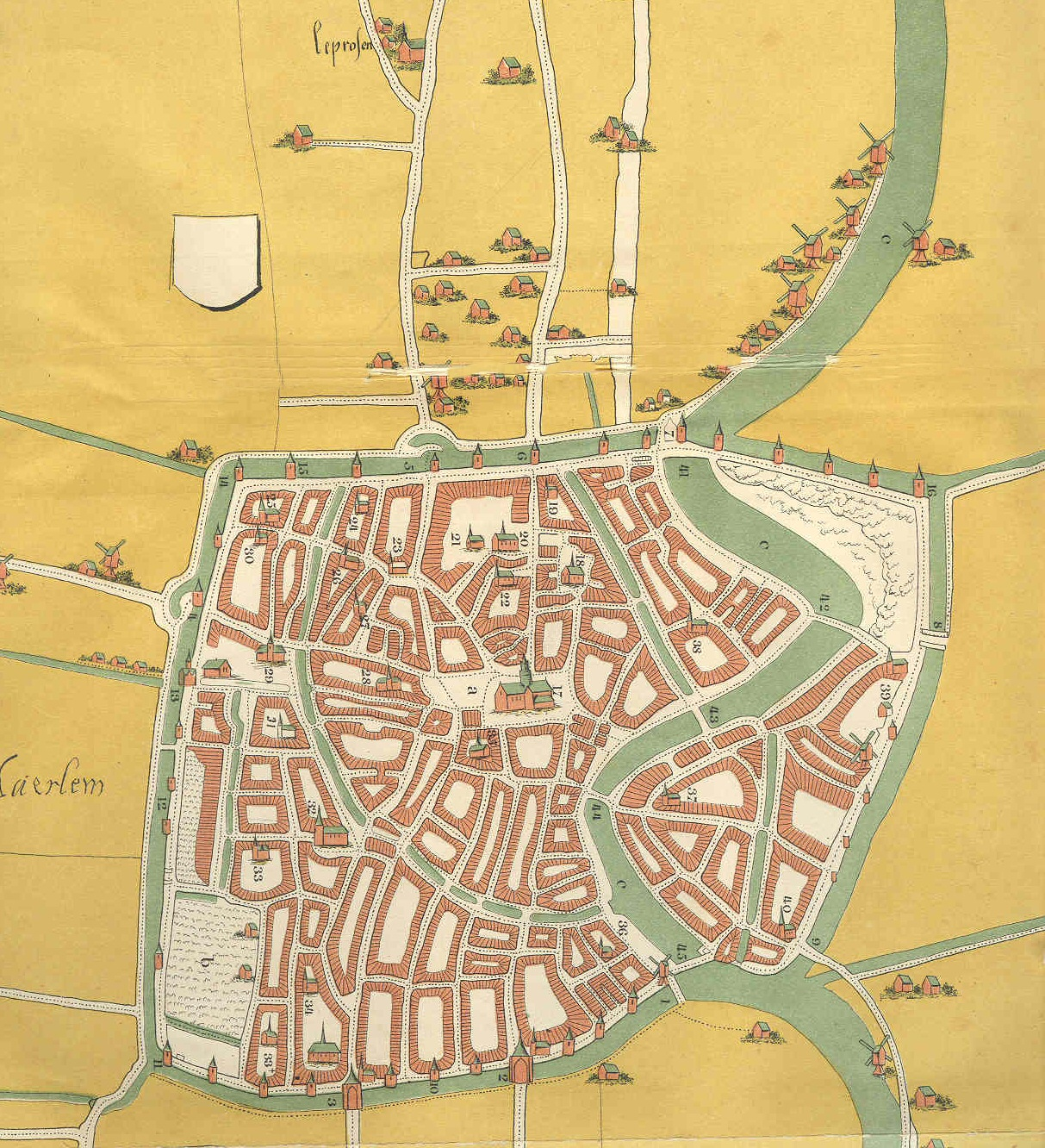
План города около 1550 г.

Испанская осада Харлема 1572—1573 годов является частью Восьмидесятилетней войны. Ей предшествовали следующие события. В 1556 году территория Нидерландов в результате раздела Священной Римской империи отошла к Испании. Десять лет спустя правление испанцев привело к массовым антикатолическим беспорядкам, послужившим прологом Восьмидесятилетней войны, которые, однако, практически не затронули Харлем. Даже после захвата гёзами Брила 1 апреля 1572 года — по сути первого крупного события Восьмидесятилетней войны — Харлем не сразу перешёл на сторону революционной армии гёзов. Власти города, в отличие от простых горожан, не одобряли открытое выступление против испанского короля Филиппа II и только 4 июля 1572 года город официально принял сторону революционной армии гёзов. В ответ испанский король выслал на север армию под командованием герцога Дона Фадрике (Fadrique Alvarez de Toledo, 4th Duke of Alba), сына Альбы, наместника в Нидерландах в 1567—1573 годах. 17 ноября 1572 года испанская армия уничтожила всех горожан города Зютфен, а 1 декабря город Нарден постигла та же участь. 11 декабря 1572 года испанская армия начала осаду Харлема.
Хотя Харлем был полностью окружен защитной стеной (на иллюстрации показана карта города около 1550 года), она имела неудачную форму. Невозможность затопления городских окрестностей позволила вражеской армии разбить вокруг города ряд лагерей. И только существование поблизости большого озера Харлеммермер не дало испанцам полностью перекрыть доставку в город продовольствия. В средние века битвы в зимнее время были редкостью и Дон Фадрике решился на осаду только потому, что Харлем был ключевым городом. В начале битвы испанская армия пыталась атаковать городские стены, но предпринятая попытка быстро захватить город провалилась из-за недостаточной подготовки испанцев, не ожидавших встретить сопротивление. Эта победа оказала защитникам города значительную моральную поддержку.
В первые два месяца осады ни одна из сторон не имела заметного преимущества. Испанская армия рыла туннели, чтобы добраться до городских стен и взорвать их. В ответ защитники города под командованием городского главы Wigbolt Ripperda копали свои проходы, чтобы взорвать туннели, вырытые испанцами. Однако 29 марта 1573 года дела харлемцев значительно ухудшились. Амстердамская армия, сохранившая верность испанскому королю, захватила озеро Харлеммермер и отрезала Харлем от внешнего мира. Начался голод и ситуация в городе достигла такого напряжения, что 27 мая было убито множество лояльных испанцам заключённых.
В начале июля 1573 года недалеко от Лейдена Принц Оранский собрал армию в 5000 человек для освобождения Харлема. Однако испанцы заманили их в ловушку у Manpadа и эта армия была разбита. В результате, после семимесячной осады Харлем сдался и произошло это 13 июля 1573 года. Разграбление города победившей армией — обычное дело после такой осады, однако харлемцам в знак уважения была предоставлена возможность выкупить свободу себе и городу за 240 000 гульденов. Множество защитников города были убиты, многие были утоплены в реке Спарне, глава харлемцев Wigbolt Ripperda и его лейтенант были обезглавлены. Городу было предписано предоставить себя в распоряжение испанского гарнизона. Дон Фадрике вознес благодарственную молитву в соборе Св. Бавона.

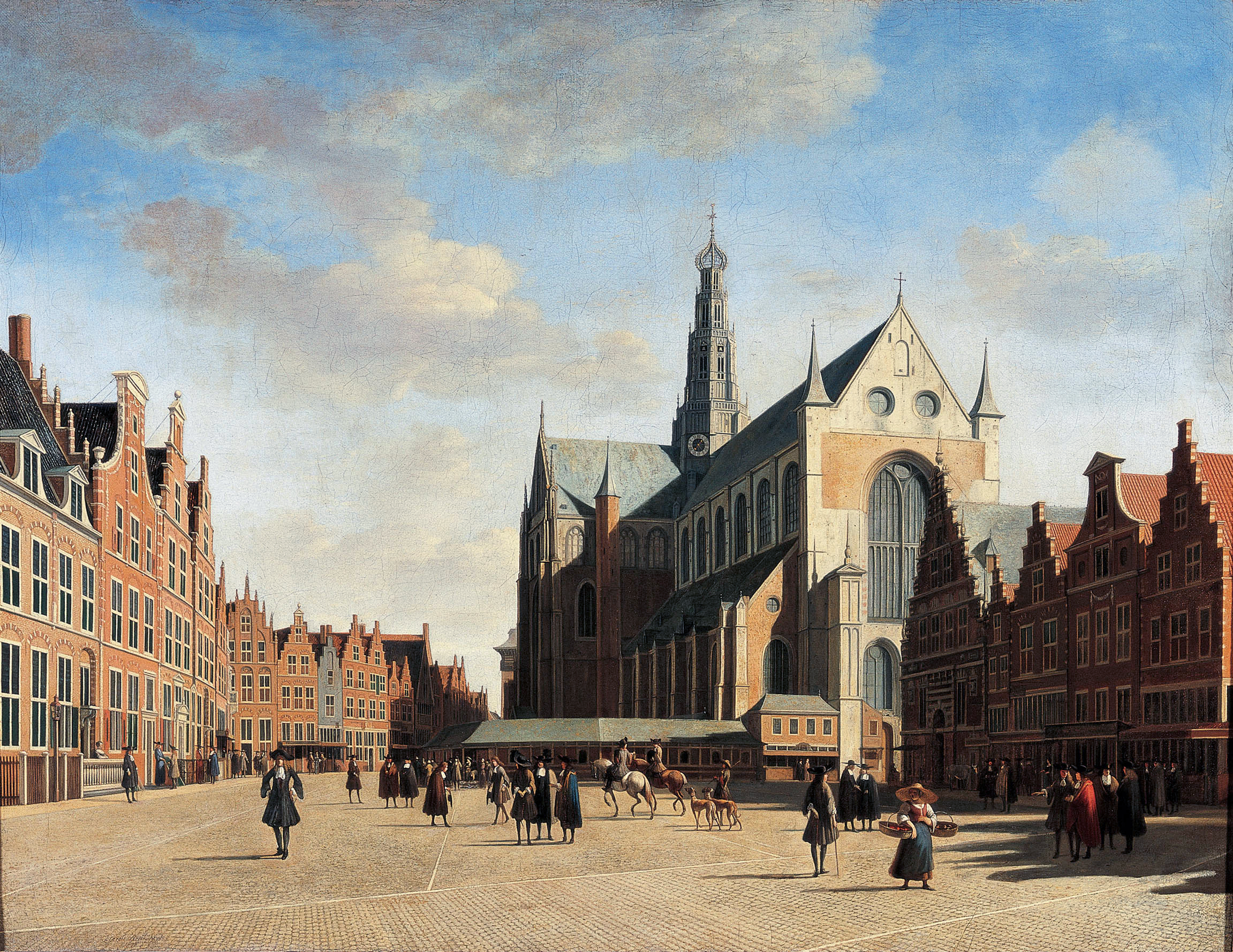
Геррит Беркхейде. Старый рынок, 1696

Хотя в конце концов город был вынужден сдаться, эта осада показала другим городам, что испанская армия не является непобедимой. Позже это помогло защитникам городов Лейдена и Алкмара во время их осады испанской армией. Более того, Алкмар даже одержал победу над испанской армией, что стало поворотным событием Восьмидесятилетней войны. В соборе Св. Бавона до сих пор можно прочесть следующие слова:

В крайней нужде, в величайшем страдании

Мы сдали город, уступив голоду,

Но не вражьему натиску.
Оригинальный текст (нид.)In dees grote nood, in ons uutereste ellent

Gaven wij de stadt op door hongers verbant

Niet dat hij se in creegh met stormender hant.

Спустя три года, в октябре 1576 г., Харлем настигло ещё одно большое несчастье. Начавшись неподалёку от палаты мер и весов, страшный пожар уничтожил около полутысячи городских зданий. След огня, разрушившего часть города, угадывается на картах того времени. Таким образом, в результате испанской осады и последующего пожара была разрушена почти треть города и погибло множество горожан. Население города в 1573 году составляло около 18 000 жителей.

### XVII век («Золотой век»)
В конце XVI — начале XVII века в стране начался быстрый экономический рост. Изгнание испанцев, юридическое признание равенства прав католиков и протестантов, а также продолжающаяся на юге Нидерландов война с испанцами привела к росту потока иммигрантов в северные районы страны. Часть этого потока осела в Харлеме, не в последнюю очередь, благодаря толерантности Городского совета в вопросах веры. К 1622 году население города увеличилось примерно в два раза (до 40 000 жителей) и половину его составляли фламандцы. Среди иммигрантов были художники, предприниматели, специалисты в области производства и продажи льняных и шёлковых тканей. Их мастерство, капиталы и связи привели к подъёму текстильной промышленности, что способствовало возникновению прослойки зажиточного среднего класса. Протестанты, проявлявшие большой интерес к науке, технологии и искусству, в значительной степени способствовали превращению Харлема в современный динамичный город. Рост числа протестантов в городе привёл к конфискации главного католического собора города, Собора Св. Бавона, и превращению его около 1580 года в протестантский храм.

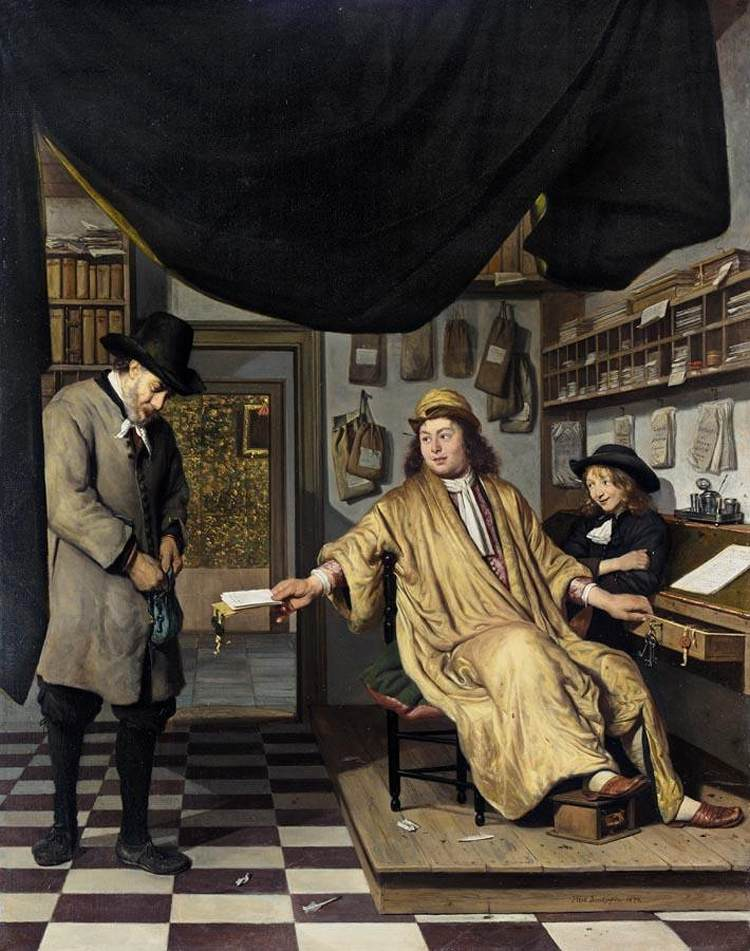
Иов Беркхейде (Харлем) «Нотариус в своём кабинете вручает документ посетителю». 1672. Холст, масло 78,5 × 62.2 см

Рост числа преуспевающих зажиточных горожан, в свою очередь, вызвал повышение спроса на произведения искусства, а особые вкусовые пристрастия нового класса привели к изменению сюжета картин с религиозного на более прозаические темы. Моделями для портретов (Франс Халс, Дирк Халс) становятся представители всех слоёв общества, большим спросом пользуются пейзажи с изображением Харлема и его окрестностей (Геррит Адрианс Беркхейде, Питер Янс Санредам, Якоб Исаакс ван Рёйсдал, Эсайас ван де Вельде, Ян ван Гойен, Саломон ван Рёйсдал), появляется интерес к сценам повседневной жизни (Адриан ван Остаде, Ян Стен, Исаак ван Остаде, Иов Беркхейде), изображениям утвари. Именно в Харлеме зарождается так называемый жанр «завтраков», многие особенности которого постепенно становятся характерными чертами нового жанра живописи — натюрморта. Изображения праздничных столов постепенно трансформируются в более интимные завтраки на одну персону, учинившую изображаемый «живописный» беспорядок (Виллем Клас Хеда, Питер Клас). Одно только перечисление живописцев, творивших в Харлеме, демонстрирует, что в XVII веке город входил в число крупных художественных центров страны.

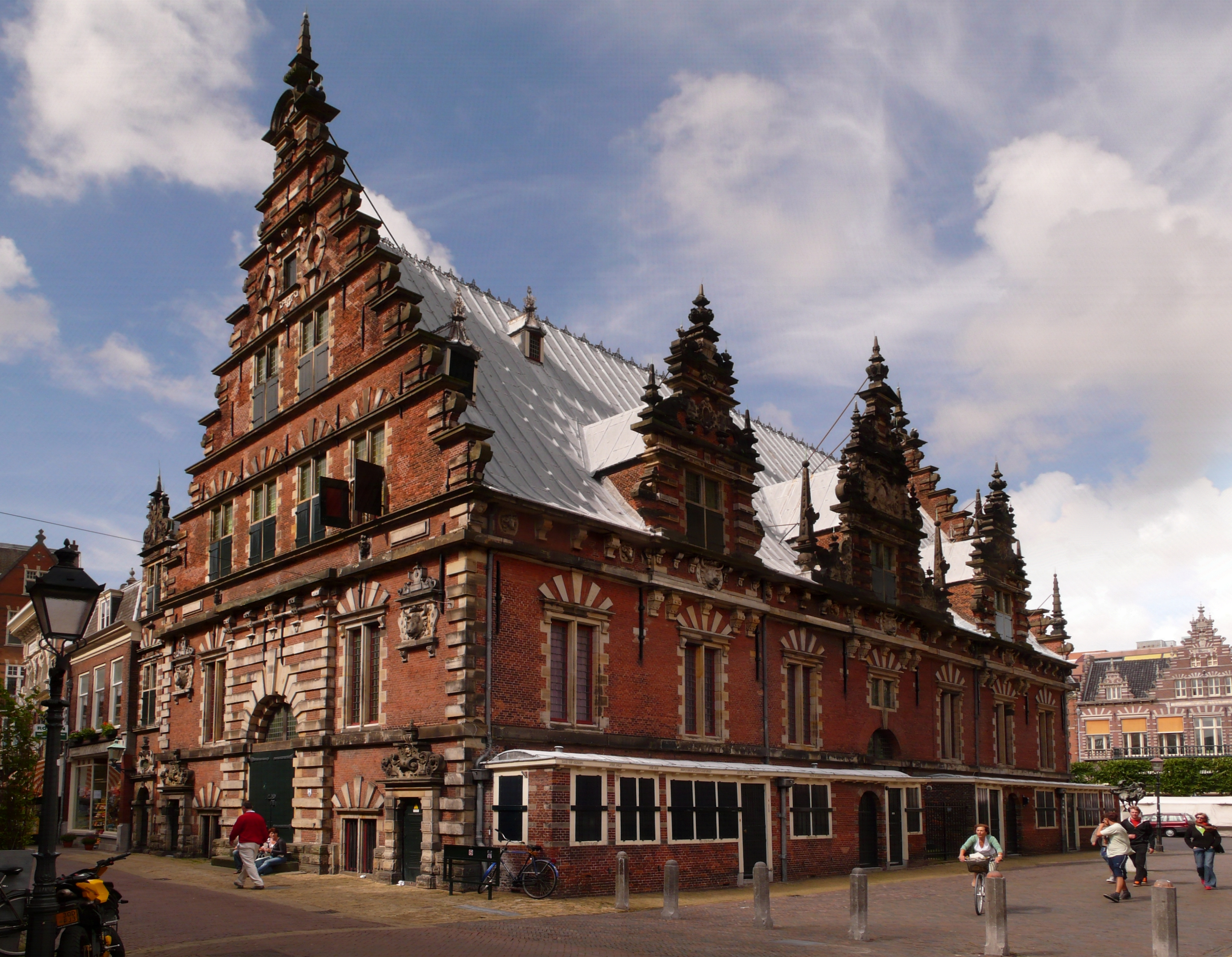
Мясные ряды, около 1600 г.

В XVII веке в Голландии переживает расцвет и архитектура, строится множество новых зданий, многие из которых сохранились до наших дней. К строительству в Харлеме приложили руку известные голландские архитекторы того времени Ливен де Кей и Я. ван Кампен. Л. де Кей был городским архитектором, наиболее известные его постройки — палата мер и весов, богадельня (ныне музей Франса Халса) и известные во всём мире Мясные ряды (Влесхал) в стиле голландского ренессанса. Фасад городской ратуши, построенной на месте сгоревшего 250 лет назад графского дворца, также является его работой. Новая церковь (церковь Св. Анны) обязана своим появлением совместному творчеству Л. де Кея и знаменитого Я. ван Кампена.
В 1631—1634 годах в городе был открыт первый в стране канал — трекварт, связавший Харлем с Амстердамом и предназначенный для перевозки грузов, почты и пассажиров. Баржи тянулись идущими по берегу лошадями, что позволило организовать регулярное, не зависящее от погодных условий, сообщение. Этот вид транспорта оказался настолько эффективным, что канал Харлем — Амстердам просуществовал вплоть до 1883 года, причём последние сорок лет он функционировал параллельно с железной дорогой.
XVII век в истории Голландии ознаменовался активным захватом новых колониальных земель. Харлем, как весьма крупный и экономически развитый город страны, остался в летописи Нидерландской колониальной империи в виде названия поселения в североамериканской колонии. Это название сохранилось до настоящего времени: современный нью-йоркский район Гарлем находится на месте бывшего поселения Новый Гарлем, располагавшегося на территории Новых Нидерландов.
В 30-х годах XVII века Харлем стал одним из коммерческих центров разведения тюльпанов. Во времена «тюльпаномании», охватившей всю Голландию, харлемская биржа оказалась в центре спекуляций на луковицах тюльпанов. Цены на них достигали абсурдных высот и иногда несколько луковиц продавались за суммы, сравнимые со стоимостью дома в престижном районе Амстердама. Зимой 1637 года на биржах Голландии произошёл обвал цен на луковицы, был издан указ, регулирующий торговлю луковицами государством, что привело к внезапному разорению тысяч голландцев, затронув, разумеется, и Харлем. Но хотя тюльпаномания и привела к разрушительным последствиям для жителей страны, страстное увлечение тюльпанами не прошло даром как для Голландии в целом, так и для харлемских жителей. С тех самых пор цветоводство является самостоятельной отраслью сельского хозяйства страны, в котором разведение луковичных цветов (тюльпанов, гиацинтов) играет ключевую роль.
Страсть голландцев к выращиванию тюльпанов стала сюжетом романа А. Дюма «Чёрный тюльпан» и Харлем в нём описан как «город, имеющий полное право гордиться тем, что он является самым тенистым городом Голландии», населяемый «людьми со спокойным характером, с тяготением к земле и её дарам». Харлем, по словам Дюма, до безумия полюбил цветы и среди них больше всего тюльпаны, и, судя по всему, эта любовь не прошла: занятые под разведение тюльпанов поля и по сей день простираются между Лейденом и Харлемом.

### Харлемская академия художеств
Харлемская академия (нидерл. Haarlem Academy — Академия художеств, организованная в Харлеме в 1583 году рисовальщиком и гравёром Хендриком Гольциусом, живописцами Корнелисом Харлемским и Карелом ван Мандером.
Харлем в XVI—XVII веках был одним из главных центров североевропейского маньеризма и романизма в живописи и графике. Нидерландские художники того времени ориентировались на Италию, где заканчивалась эпоха Возрождения и укреплялись маньеристические тенденции в изобразительном искусстве и архитектуре. Новая академия создавалась по образцу известных болонской и римской академий. В Харлеме, впервые в Северной Европе, ученики стали рисовать с обнажённых натурщиков, изучать пластическую анатомию и архитектуру (по гравюрам архитектурных трактатов).
В 1590 году. Х. Гольциус посетил Италию. Его гравюры резцом впечатляют виртуозной техникой, манерой штриха и моделировкой формы, заимствованной у итальянских маньеристов. Карел ван Мандер был одним из самых образованных людей Европы того времени, изучал греческий и латинский языки, античную философию, сочинял поэмы в подражание древним авторам. Его «Книга о художниках» (1604) стала важным событием в культурной жизни европейских столиц.
К «харлемским академистам» относят также живописца, архитектора и поэта Саломона де Брая, живописца Абрахама Блумарта, гравёра Питера Янса Санредама. Творчество этих художников было эклектичным, в нём соединялись изощрённая техника, натуралистические тенденции, влияния итальянского маньеризма и академизма болонской школы.

### XVIII век

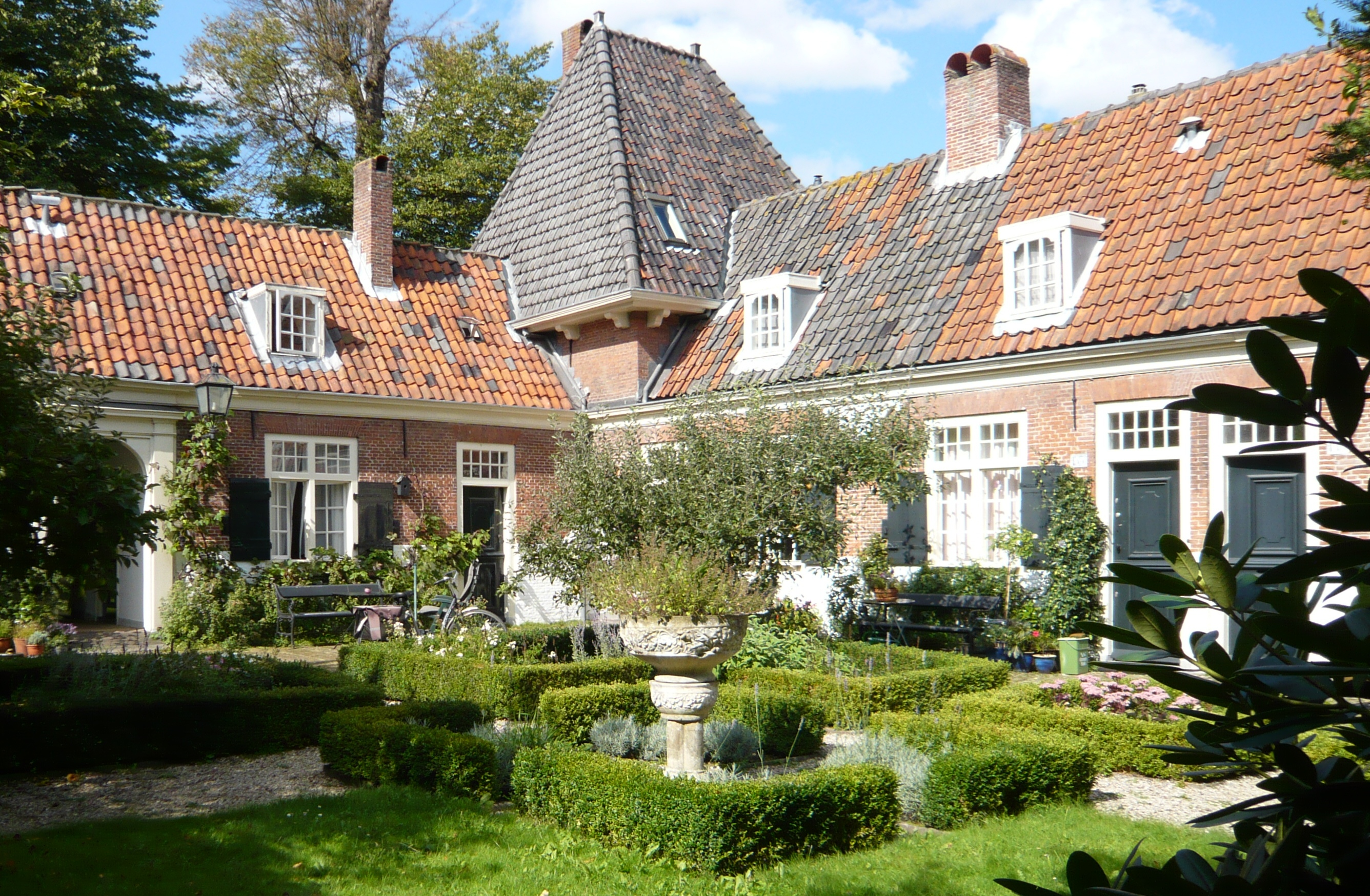
Приют Виллема ван Хейтхёйзена, XVII в.

На протяжении XVII—XVIII веков в городе было основано не менее полутора десятков hofjeсов, хотя первый из них появился ещё в XIV веке. Этим словом (hofje) в нидерландском языке называют дома с внутренним двором и садом, служащие приютами и богадельнями. Харлем занимает одно из первых мест в стране по числу таких заведений, часть которых до сих пор используется по назначению. Одно из зданий харлемского музея Франса Халса ранее также принадлежало богадельне.
На рубеже XVII и XVIII веков, с превращением близлежащего города Амстердам в один из крупнейших торговых центров Европы, Харлем утратил своё положение в экономике страны и превратился в пригород быстро развивающегося нового центра. Если в начале XVII века по численности населения Харлем лишь немного уступал Амстердаму, где в это время проживало примерно 54 тысячи жителей, то уже в 1675 году численность обитателей Амстердама увеличилась почти в четыре раза. Благодаря существующему регулярному транспортному сообщению между Харлемом и Амстердамом (канал-трекварт), преуспевающие купцы могли позволить себе заниматься делами в густонаселённом Амстердаме, а выходные дни проводить в Харлеме, в котором их семьи проживали и в летние месяцы. По крайней мере, два таких богатых голландца оставили след в истории города. Известный голландский меннонит, выходец из Харлема, Петер Тейлер ван дер Хюлст завещал часть своего огромного состояния на благотворительные цели, а также на нужды науки и искусства. На его средства был построен приют, а в его доме создан музей, названный в его честь музеем Тейлера. Амстердамский банкир Генри Хоуп построил в Харлеме знаменитую ныне виллу Велгелеген. Эта вилла, созданная между 1785 и 1789 годами, построена в нетипичном для Голландии стиле классицизма и в настоящее время располагается на территории харлемского парка.
В августе 1735 года в ботаническом саду директора Ост-Индской компании Дж. Клиффорда, расположенном недалеко от Харлема и содержащем множество экзотических растений со всего мира, появился новый смотритель — известный шведский врач и натуралист Карл Линней. Занимаясь научными исследованиями, К. Линней проработал в саду до 1738 года и опубликовал за это время несколько своих основных научных работ.
В XVIII веке Харлем стал резиденцией епископа Утрехтской католической церкви, образовавшейся в начале века на основе еретического учения янсенизм.

### XIX—XX века
В начале XIX века одна из важнейших промышленных отраслей города, текстильная индустрия, пребывала в упадке. Население города было очень бедным и в 1815 году составляло всего около 17 000, то есть было меньше, чем в начале XVII века. Бедственное состояние городской экономики привело к созданию в городе хлопковых фабрик, которые были призваны уменьшить безработицу среди городского населения, но эта мера оказалась почти бесполезной. Городские защитные стены к началу XIX века полностью перестали выполнять свои функции и были снесены, а на их месте был разбит парк.
К середине XIX века городская экономическая ситуация постепенно начала улучшаться. Были открыты новые предприятия, основаны новые большие компании. Спустя четырнадцать лет после появления первой в мире железной дороги, 20 сентября 1839 года была открыта первая в стране железная дорога, связавшая Харлем с Амстердамом. Её постройка заняла три года, но зато теперь, вместо двухчасового путешествия по каналу, до столицы королевства можно было добраться всего за полчаса. Очень быстро новая железная дорога переманила всех бывших пассажиров треквартов, хотя и сегодня возможно осуществить путешествие из Харлема в Амстердам на лодке.
В 1848—1852 году по распоряжению короля Виллема II было проведено осушение близлежащего озера Харлеммермер. Появление новой земли затруднило восстановление воды в каналах за счёт реки Спарны, а создание новых предприятий ещё больше ухудшило качество воды. Поэтому в 1859 году Старый канал (de Oude Gracht) был засыпан, а на его месте возникла новая улица с тем же названием. Появление новой земли благоприятно сказалось на развитии города: на месте осушенного озера раскинулись обширные тюльпановые поля.

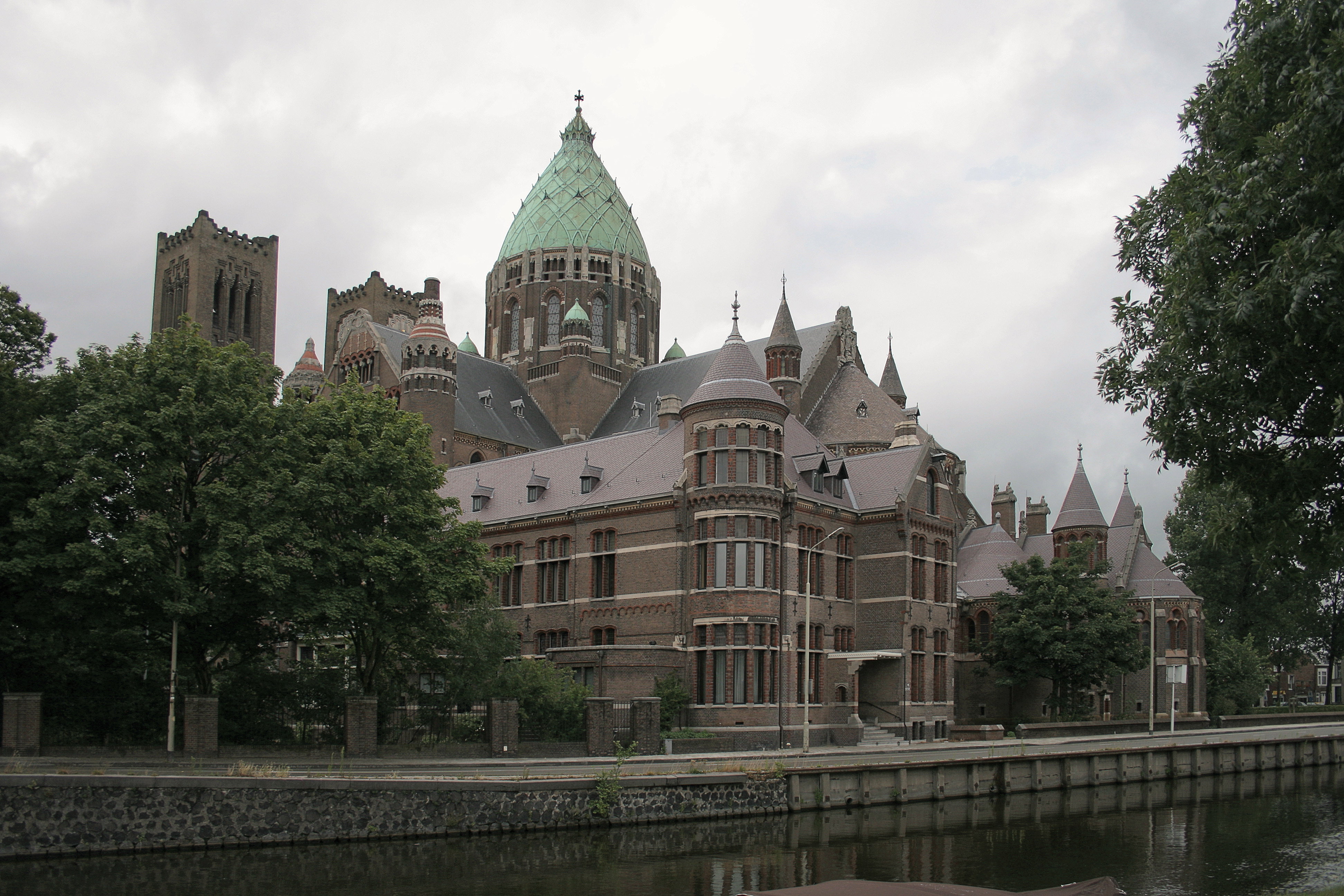
Собор святого Бавона (1895—1930 гг.)

В 1853 году в городе была построена церковь Св. Иосифа, которая стала выполнять функции кафедрального собора. Однако небольшой размер церкви Св. Иосифа (нидерл. Sint Josephkerk) вынудил в 1895 году начать строительство нового Кафедрального собора Св. Бавона. Несмотря на то, что освящение собора состоялось в 1898 году, работы продолжались ещё более тридцати лет. В 1902—1906 годах были построены трансепт и неф собора, а полностью возведение храма было завершено около 1930 года, когда были закончены башни собора.
В 1878 году в городе появилась конка, перевозящая пассажиров от железнодорожной станции до парка Харлеммерхаут, а в 1899 в городе начал действовать один из первых в Нидерландах электрический трамвай. Население города за тридцать лет с 1879 по 1909 год увеличилось с 36 976 до 69 410 человек. Рост населения сопровождался и быстрым расширением городских границ.

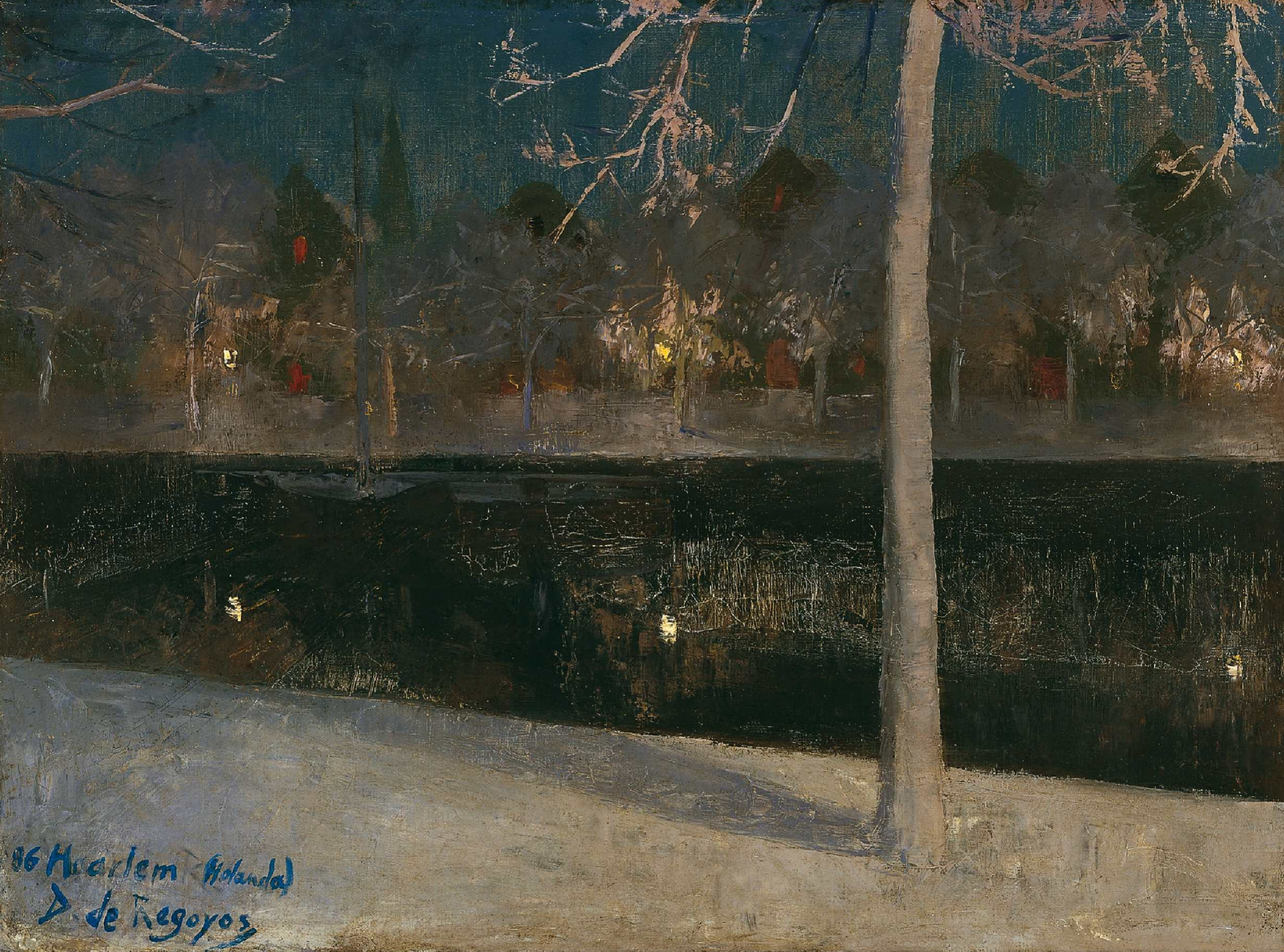
Дарио де Регойос, Снежная ночь в Харлеме, 1886

В начале XX века город разрастался к северу. Несмотря на представленный ещё в 1905 году официальный план развития города, его осуществление началось спустя почти четверть века из-за разногласий с окрестными муниципалитетами. В 30-х годах XX столетия границы города смещались в направлении к югу и востоку.

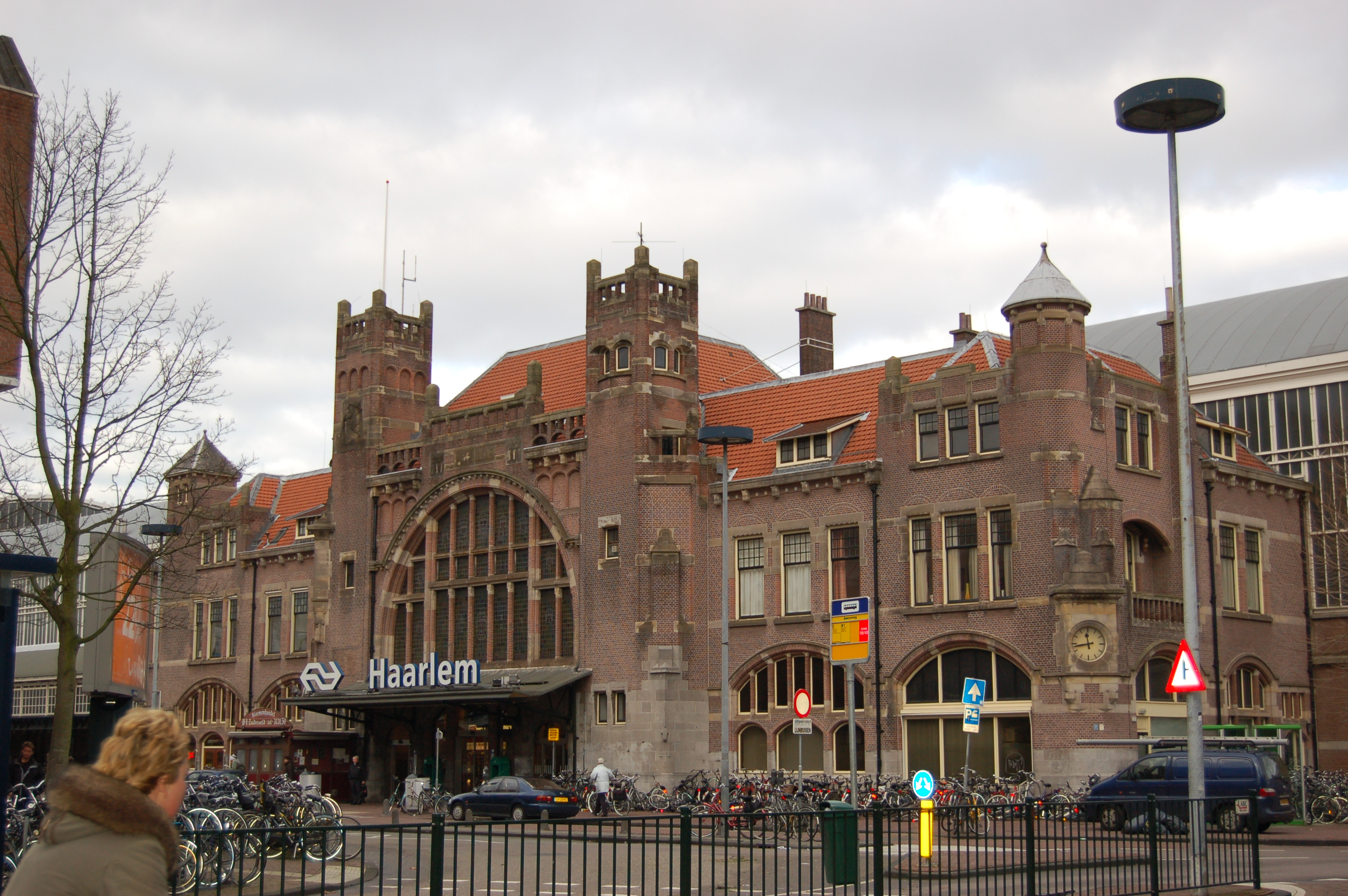
Железнодорожный вокзал (1905—1908 гг.)

В 1908 году после реконструкции вновь начала действовать городская железнодорожная станция. Она была построена над городом и железнодорожные пути больше не мешали городскому движению. Здание новой железнодорожной станции было построено в стиле ар-деко в 1905—1908 гг. голландским архитектором Д. А. Н. Маргадантом (нидерл. D.A.N. Margadant), который является автором зданий вокзалов и в других городах Нидерландов, включая Гаагу (1891 г.).
В 1911 году, через восемь лет после первого полёта братьев Райт, в Харлеме состоялся первый полёт А. Фоккера на созданном им аэроплане. 31 августа, в день рождения королевы Вильгельмины, Фоккер, проживший большую часть детских лет в Харлеме, облетел вокруг церкви Святого Бавона. Этот полёт принёс ему славу и стал началом карьеры авиаконструктора.
С 1919 по 1922 год в харлемской Школе архитектуры и декоративных искусств учился известный нидерландский художник-график Мауриц Корнелис Эшер. Один из учителей Школы, художник Самуэль Йессурун де Мескита, оказал на Эшера огромное влияние и даже после окончания учёбы двух художников связывали дружеские отношения.
В 1926 году Б. Т. Буйинга, один из представителей «Амстердамской школы», построил в городе церковь Клопперсингелкерк (нидерл. Kloppersingelkerk). Она была создана на основании проекта кальвинистской церкви (1923 г.). Церковь имела оригинальную планировку, а вход её был украшен статуями лидеров протестантизма. До наших дней церковь не сохранилась, она была уничтожена сильным пожаром 23 марта 2003 года, но сохранилась её фотография 1927 года .
Великая депрессия 1929—1933 годов тяжело сказалась на экономике города, как, прочем, и на экономике всей страны. Во время Второй мировой войны Харлем, как и многие города Европы, подвергся немецкой оккупации, которая продолжалась с мая 1940 года по май 1945 года. Все это время в городе действовало Движение Сопротивления. Одна из известных участниц Движения Ханни Схафт (нидерл. Hannie Schaft) была схвачена и казнена нацистами за несколько недель до окончания войны. Другая жительница города, Корри тен Бом, вместе со своей семьёй спасала прячущихся от нацистов евреев и нидерландских участников Сопротивления. За это в феврале 1944 года вся семья была отправлена в концентрационный лагерь. Корри тен Бом, единственная из всей семьи, сумела пережить его, и впоследствии стала одним из авторов автобиографической книги «Убежище», посвящённой этим трудным годам. За спасение евреев Израиль удостоил её звания Праведника народов мира. Всего за годы фашистской оккупации в городе было расстреляно 422 участника Сопротивления.

## Достопримечательности
- Центральная рыночная площадь Гроте-Маркт (нидерл. Grote Markt) вместе с:
  - ратушей (нидерл. Stadhuis), XIV век;
  - мясными рядами (нидерл. Vleeshal), около 1600 г.;
  - домом городской стражи (нидерл. Hoofdwacht), XIII век;
  - церковью Св. Бавона, XIV век (нидерл. Grote of Sint-Bavokerk);
- Музей Франса Халса (нидерл. Frans Hals Museum) с собранием картин харлемской школы живописи XVII века
- Старейший в Нидерландах Музей Тейлора и дворик Тейлора
- Ворота (нидерл. Amsterdamse Poort), середина XIV века
- Новая церковь или церковь Св. Анны (нидерл. Nieuwe Kerk), XVII век
- Вилла Велгелеген (нидерл. Paviljoen Welgelegen)
- Мельница Адриана (нидерл. De Adriaan)
- Городская публичная библиотека (нидерл. Stadsbibliotheek Haarlem)
- Католический собор святого Бавона, 1895—1930 гг. (нидерл. Kathedrale Basiliek Sint Bavo)
- Железнодорожный вокзал (нидерл. Station Haarlem Hoofdgebouw), здание начала XX века в стиле ар-деко
- Харлемерхаут (нидерл. Haarlemmerhout), старейший парк в Нидерландах
- Дом-музей Корри тен Бом

## Фотографии

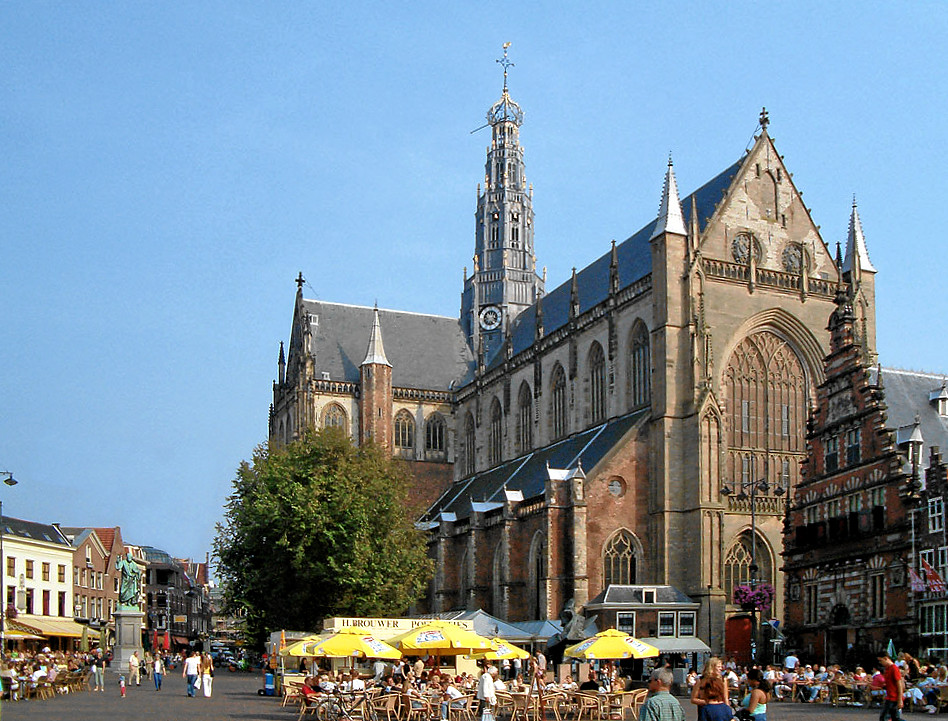
Гроте-Маркт с церковью Св. Бавона
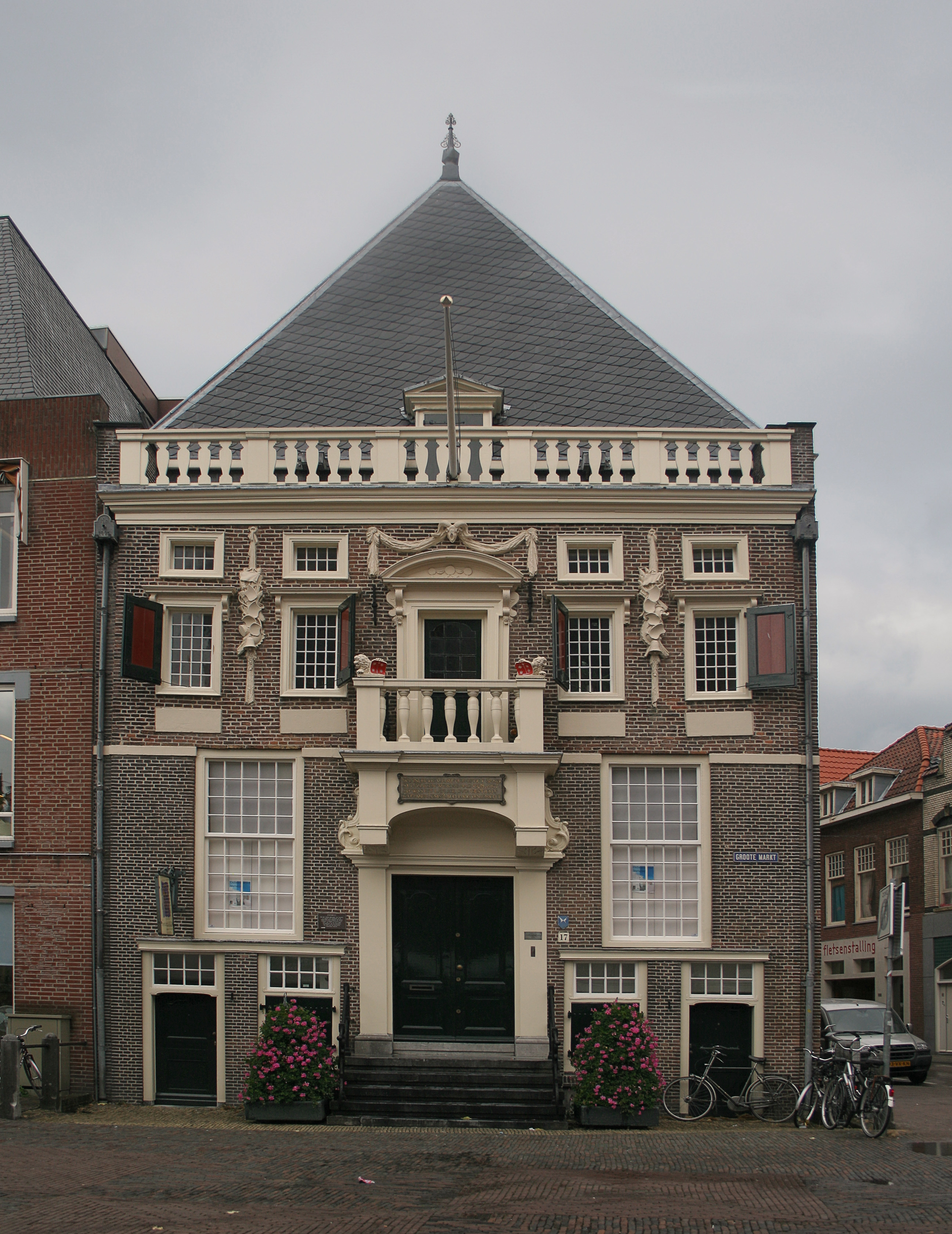
Дом городской стражи
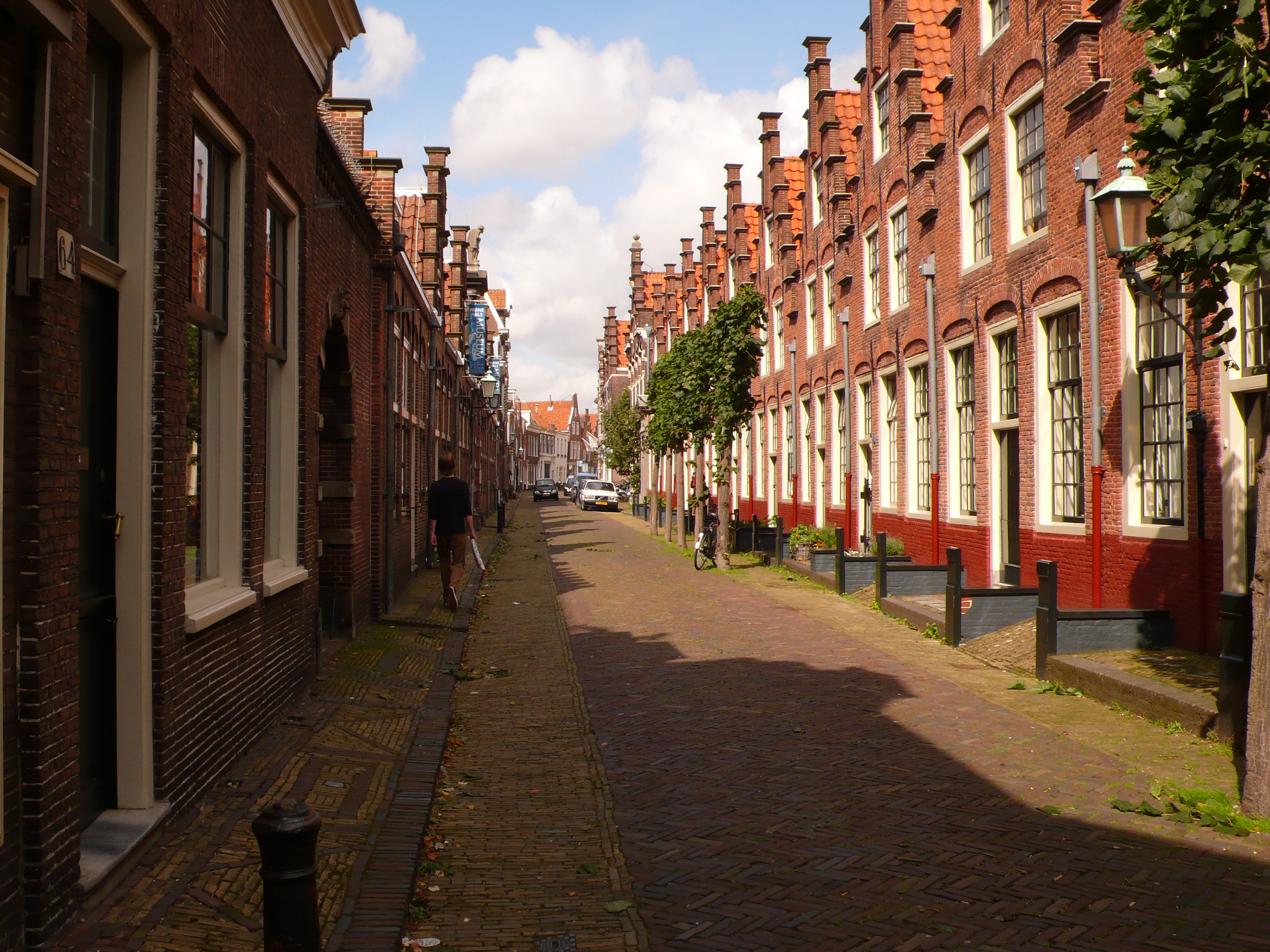
Groot Heiligland с музеем Франса Халса
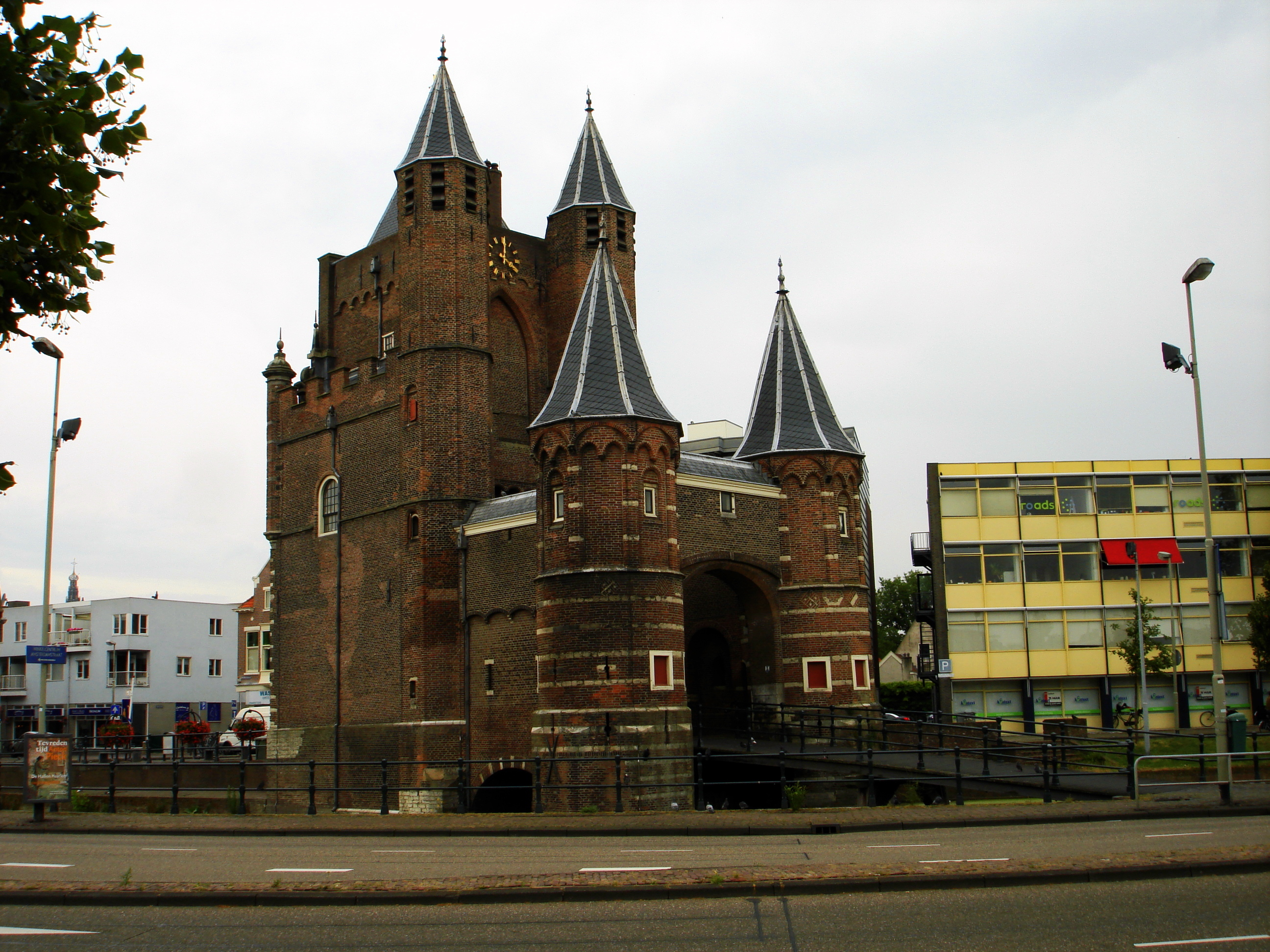
Ворота (нидерл. Amsterdamse Poort)
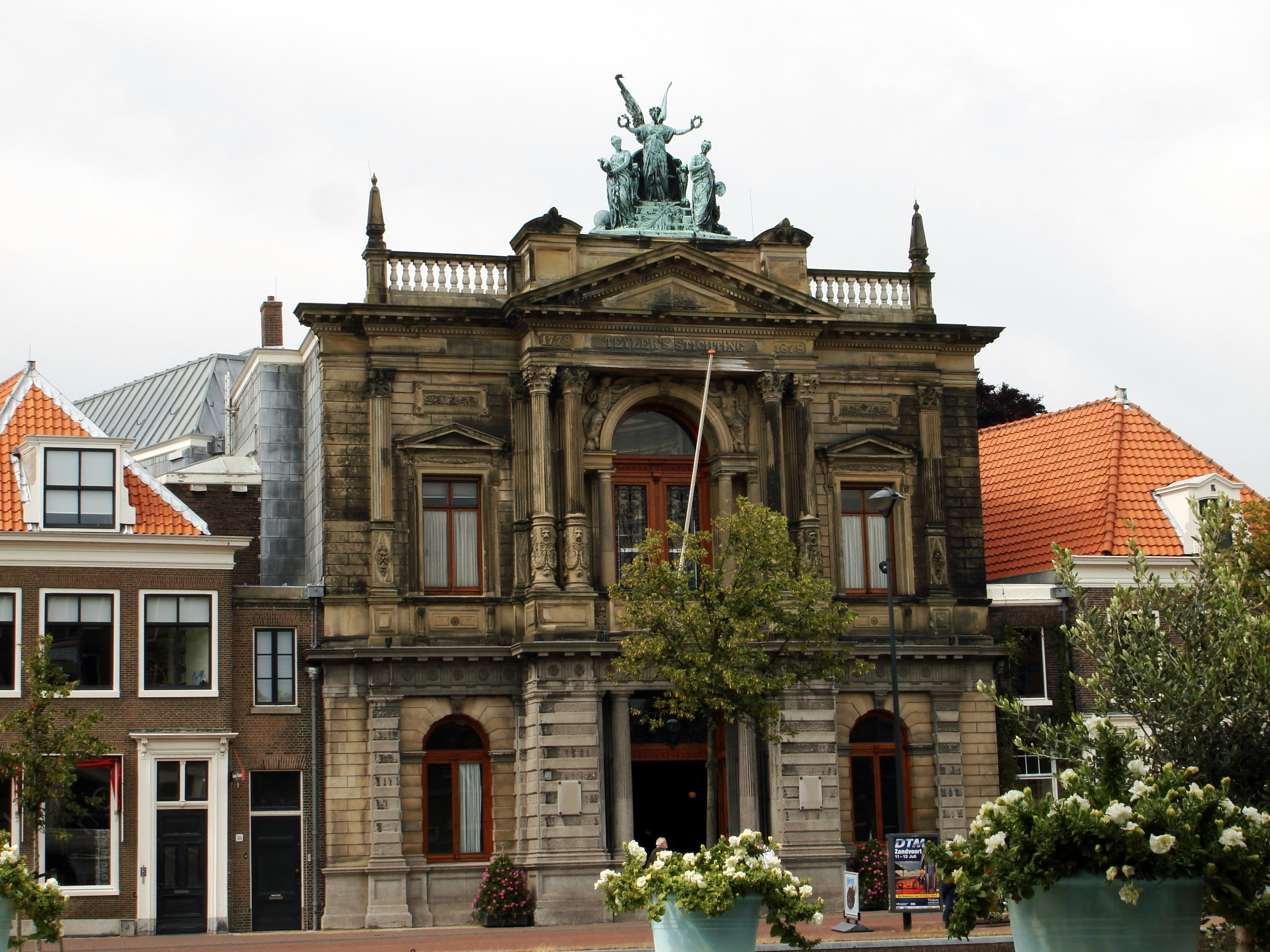
Музей Тейлера
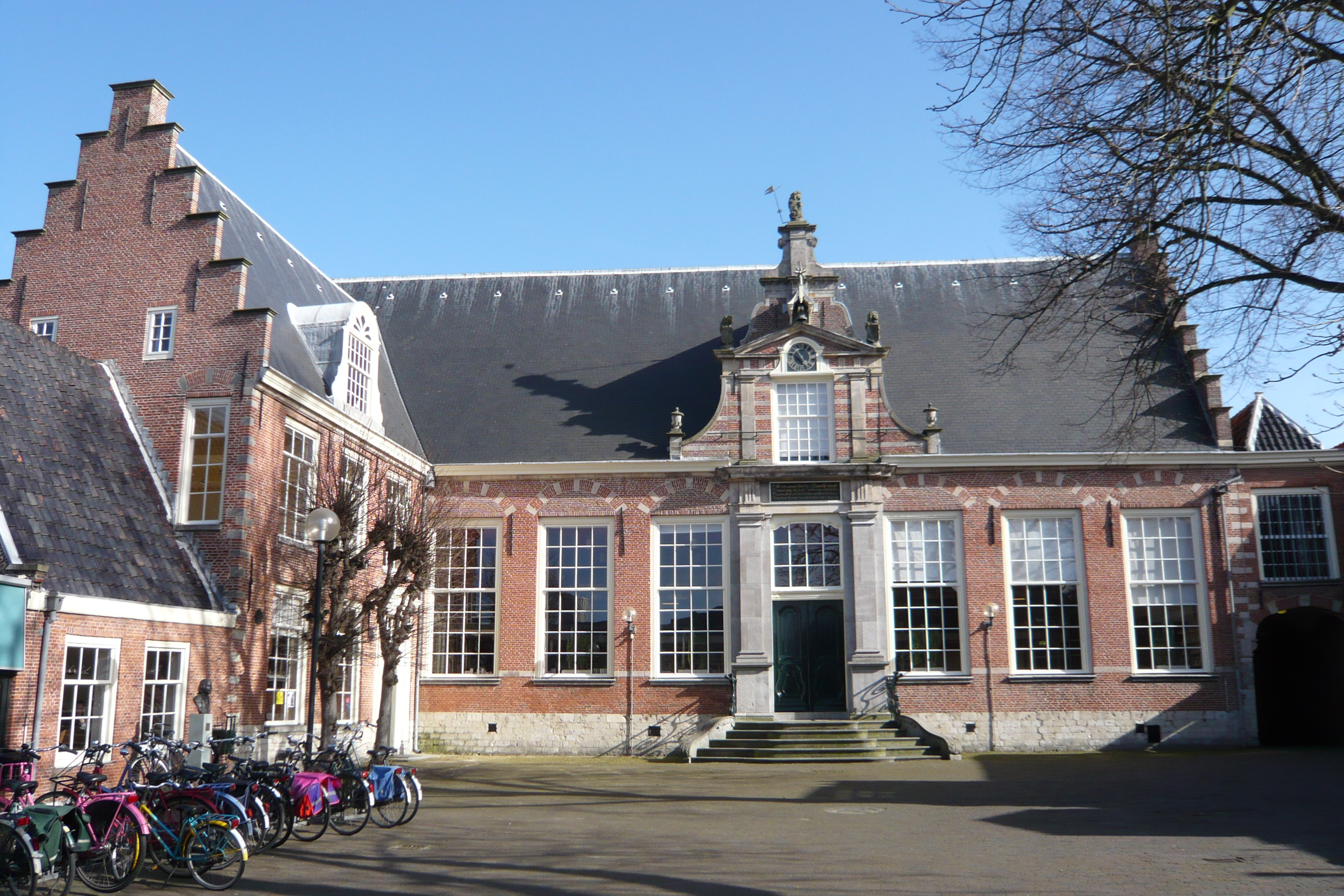
Главное здание публичной библиотеки
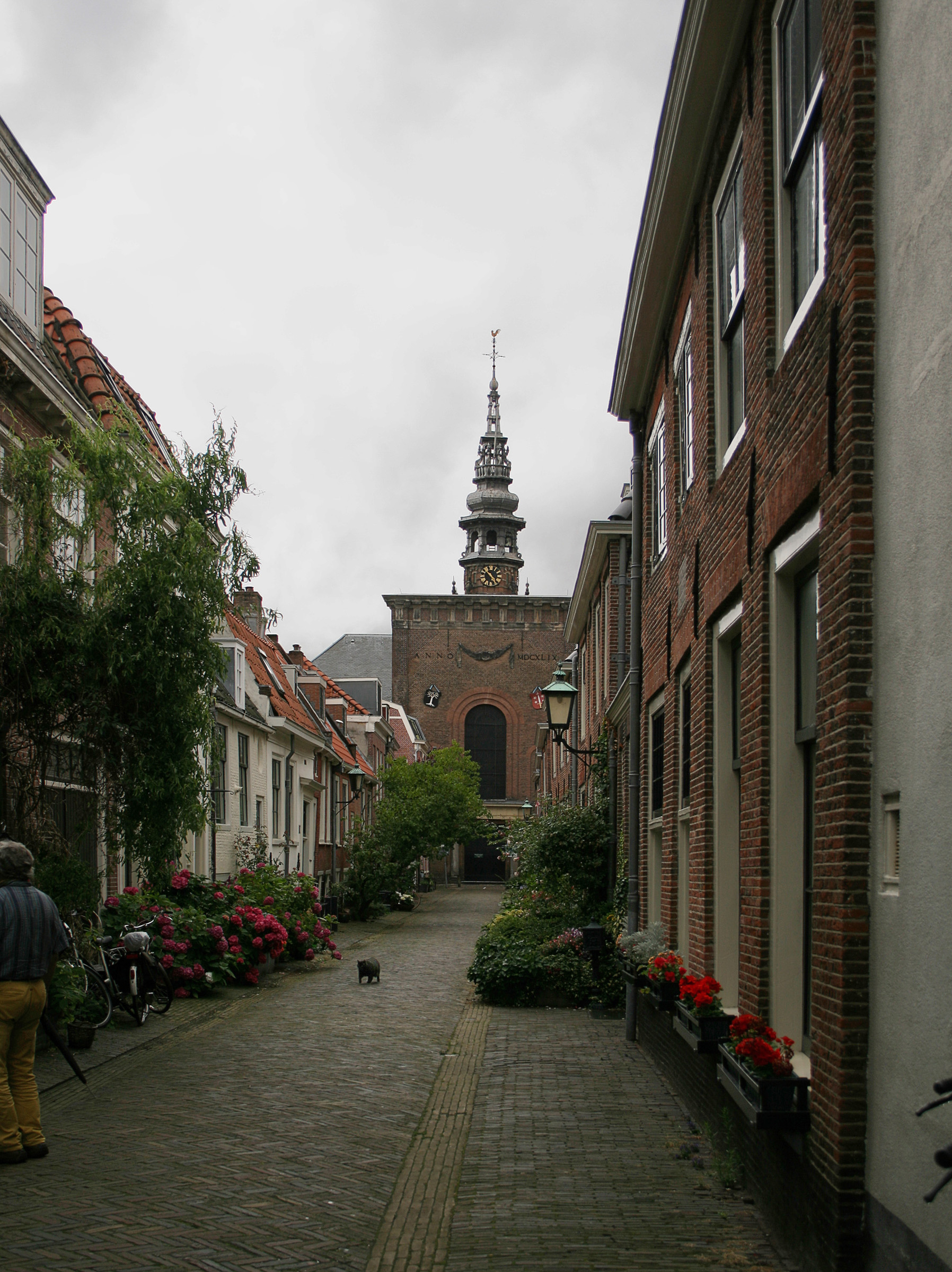
Новая церковь
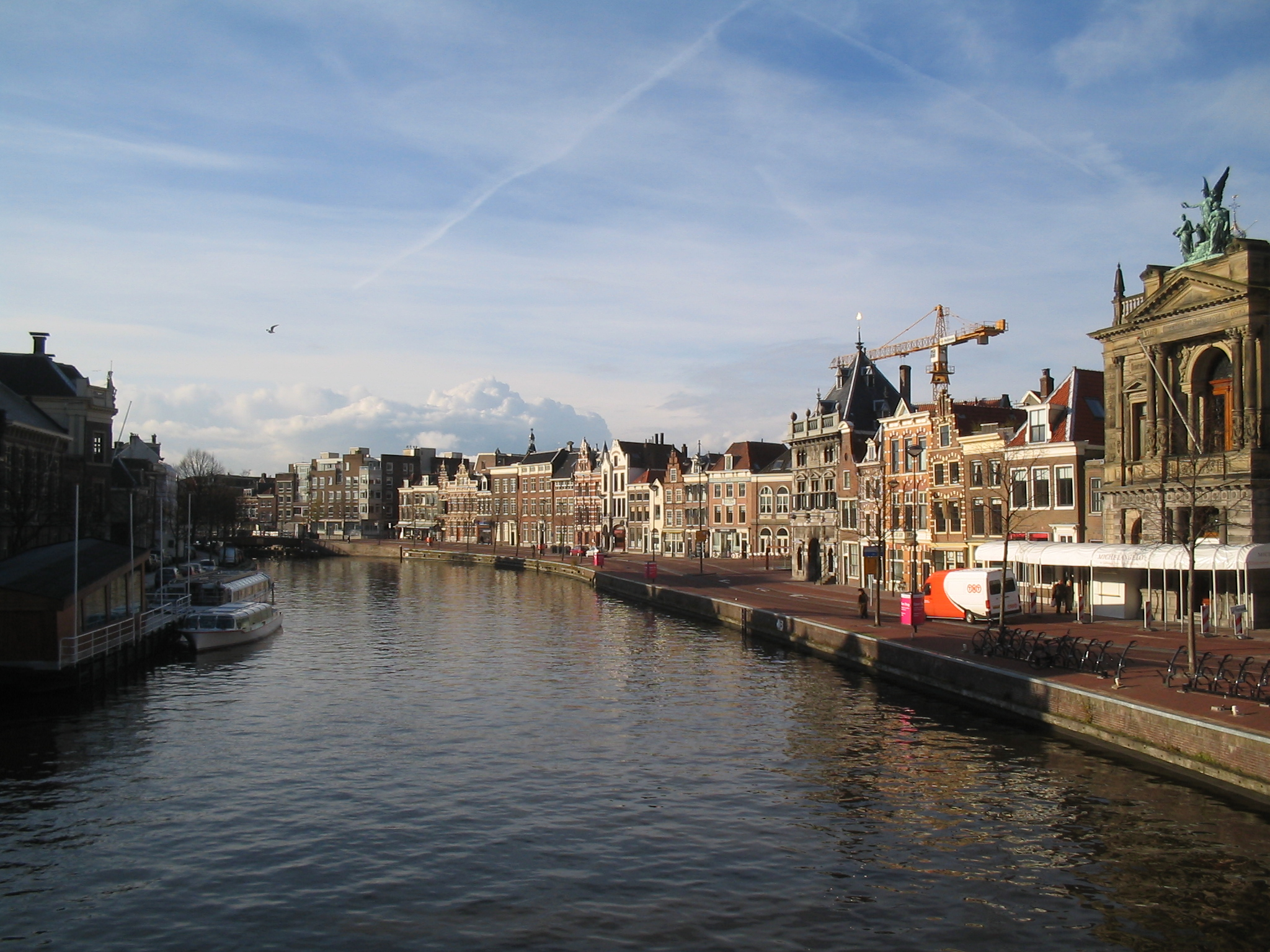
Река Спарне
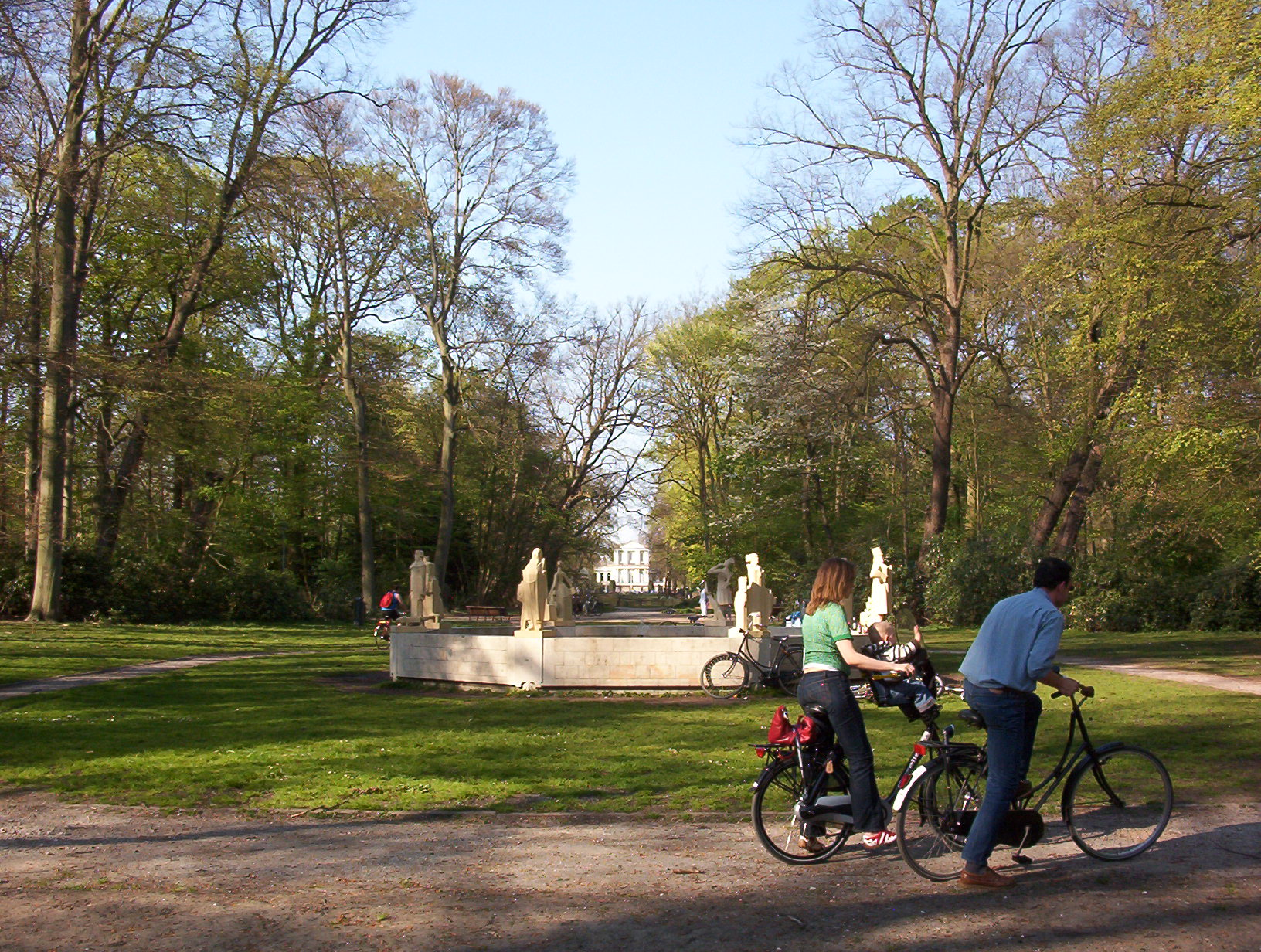
Парк Харлемерхаут

## Разное
Футбольный клуб «Харлем» выступал в первом дивизионе чемпионата Голландии. За него играл, в частности, один из наиболее знаменитых голландских футболистов Рууд Гуллит.